# Баррі Пеппер
Баррі Роберт Пеппер (англ. Barry Robert Pepper; нар. 4 квітня, 1970 року, Кемпбелл-Ривер, Британська Колумбія, Канада) — канадсько-американський актор кіно та телебачення. Знімається переважно у ролях другого плану. Відомий по фільмам «Врятувати рядового Раяна» (1998), «Зелена миля» (1999), «25-та година» (2002), «Прапори наших батьків» (2006), «Хижаки» (2019).
У 2011 році отримав Прайм-тайм премію «Еммі» у категорії «Найкращий актор у мінісеріалі чи фільмі» за роль Роберта Кеннеді у мінісеріалі «Родина Кеннеді» телеканала Reelz.

## Біографія

### Ранні роки життя
Баррі Пеппер народився в родині лісоруба у місті Кемпбелл-Ривер на острові Ванкувер західної провінції Канади — Британська Колумбія. Має двох старших братів. Коли Баррі виповнилось п'ять років, його сім'я поплила у мандри на власнозбудованій яхті по островам Океанії. Їхня подорож тривала 5 років. Протягом цього часу, не маючи доступу до телебачення та інших звичних розваг, члени родини Баррі на дозвіллі робили один для одного скетчі та пародії. Після закінчення подорожі, їхня родина повернулась у Канаду та відкрила крамницю на одному з північних островів Галф — острові Денмен (англ. Denman Island). Баррі здобував освіту як в публічних державних школах, так і дистанційно.

### Акторська кар'єра
Кар'єру розпочав у 1992 році, знявшись у невеличкій другорядній ролі в телевізійному фільмі «Вбивця серед друзів» (A Killer Among Friends), що транслювався на одному з телеканалів мережі CBS. Після цього продовжив зніматись у другорядних ролях різноманітних телесеріалів, серед яких найбільш відомими були «Горянин» (1995) та «Вир світів» (1995). Прорив у акторській кар'єрі здійснив у 1998 році, коли був запрошений до акторського складу історичного драматичного фільма Стівена Спілберга «Врятувати рядового Раяна». Стрічка зібрала 5 премій «Оскар» та багато інших різноманітних нагород, а сам Баррі, зігравши роль снайпера Даніеля Джексона, здобув широку впізнаваність та отримав подальші чисельні пропозиції брати участь в фільмах провідних кінокомпаній, серед яких були «Зелена миля» (1999), «Ми були солдатами» (2002), «Прапори наших батьків» (2006), «Справжня мужність» (2010), «Самотній рейнджер» (2013), «Той що біжить лабіринтом: Випробування вогнем» (2015) та інші.
У 2011 році отримав Прайм-тайм премію «Еммі» у категорії «Найкращий актор у мінісеріалі чи фільмі» за роль Роберта Кеннеді у мінісеріалі «Родина Кеннеді» телеканала Reelz.

### Особисте життя
Пеппер має дружину Сідні та дочку Енналіс. Отримав американське громадянство у 2006 році.

## Фільмографія
| Рік       |   | Українська назва                               | Оригінальна назва                              | Роль                     |
| --------- | - | ---------------------------------------------- | ---------------------------------------------- | ------------------------ |
| 1992      | ф | Вбивця серед друзів                            | A Killer Among Friends                         | Мікі                     |
| 1993—1996 | с | Медісон                                        | Madison                                        | Мік Фарлі                |
| 1994      | с | Неоновий вершник                               | Neon Rider                                     | Джейсон                  |
| 1994      | с | Б.О.Г.О.М.О.Л.                                 | M.A.N.T.I.S.                                   | Клейтон Кірк             |
| 1995      | с | Горянин                                        | Highlander: The Series                         | Майкл Крістіан           |
| 1995      | с | Вир світів                                     | Sliders                                        | Скідд                    |
| 1995      | ф | Дівчина Джонні                                 | Johnny's Girl                                  | Джиммі Зі                |
| 1995      | с | Самотній голуб: телесеріал                     | Lonesome Dove: The Series                      | Кем                      |
| 1996      | с | Самотній голуб: роки поза законом              | Lonesome Dove: The Outlaw Years                | Джейк                    |
| 1996      | с | За межами можливого                            | The Outer Limits                               | Тайсон Раддік            |
| 1996      | с | Вартовий                                       | The Sentinel                                   | Курт Гессмен             |
| 1996      | с | Гадюка                                         | Viper                                          | Джонні Годж              |
| 1996      | с | Титанік                                        | Titanic                                        | Гарольд Брайд            |
| 1996      | ф | Міське сафарі                                  | Urban Safari                                   | Ріко                     |
| 1998      | ф | Вогняний шторм                                 | Firestorm                                      | Пеккер                   |
| 1998      | ф | Врятувати рядового Раяна                       | Saving Private Ryan                            | Деніел Джексон           |
| 1998      | ф | Ворог держави                                  | Enemy of the State                             | агент Девід Претт        |
| 1999      | ф | Зелена миля                                    | The Green Mile                                 | Дін Стентон              |
| 2000      | ф | Поле битви — Земля                             | Battlefield Earth                              | Джонні Тайлер            |
| 2000      | ф | Всі ми падаємо                                 | We All Fall Down                               | Джон                     |
| 2001      | ф | 61                                             | 61                                             | Роджер Маріс             |
| 2001      | ф | Викидайли                                      | Knockaround Guys                               | Метті Демарет            |
| 2002      | ф | Ми були солдатами                              | We Were Soldiers                               | Джозеф Л. Гелловей       |
| 2002      | ф | 25-та година                                   | 25th Hour                                      | Френк Слагерті           |
| 2003      | ф | Той, що йде по снігу                           | The Snow Walker                                | Чарлі Галлідей           |
| 2004      | ф | 3: Історія Дейла Ернгарда                      | 3: The Dale Earnhardt Story                    | Дейл Ернгард             |
| 2005      | ф | Три похорони Мелькадаса Естрада                | The Three Burials of Melquiades Estrada        | Майк Нортон              |
| 2005      | ф | Ріплі під землею                               | Ripley Under Ground                            | Том Ріплі                |
| 2006      | ф | Прапори наших батьків                          | Flags of Our Fathers                           | Майкл Стренк             |
| 2006      | ф | П'ятеро невідомих                              | Unknown                                        | Ренчер Шорт              |
| 2007      | ф | Маямі дріфт                                    | Miami Drifters                                 | озвучка, Біллі Мастерсон |
| 2008      | ф | Сім душ                                        | Seven Pounds                                   | Ден Морріс               |
| 2009      | ф | Принцеса Каялані                               | Princess Kaiulani                              | Лоррін А. Терстон        |
| 2009      | ф | Немов насіння кульбаби                         | Like Dandelion Dust                            | Ріп Портер               |
| 2010      | ф | Казино Джек                                    | Casino Jack                                    | Майкл Скенлон            |
| 2010      | ф | Справжня мужність                              | True Grit                                      | Нед «Щасливчик» Пеппер   |
| 2010      | ф | Коли кохання недостатньо: Історія Лоїс Вілсон  | When Love Is Not Enough: The Lois Wilson Story | Білл В.                  |
| 2011      | с | Клан Кеннеді                                   | The Kennedys                                   | Роберт Кеннеді           |
| 2013      | ф | Гниле місто                                    | Broken City                                    | Джек Валліант            |
| 2013      | ф | Стукач                                         | Snitch                                         | агент Купер              |
| 2013      | ф | Самотній Рейнджер                              | The Lone Ranger                                | капітан Джей Фулер       |
| 2014      | ф | Убити посланця                                 | Kill the Messenger                             | Рассел Додсон            |
| 2015      | ф | Той, що біжить лабіринтом: Випробування вогнем | Maze Runner: The Scorch Trials                 | Вінс                     |
| 2016      | ф | Автомонстри                                    | Monster Trucks                                 | шеріф Рік Ловік          |
| 2017      | ф | Гіркі жнива                                    | Bitter Harvest                                 | Ярослав                  |
| 2017      | с | Клан Кеннеді: після Камелота                   | The Kennedys: After Camelot                    | Роберт Кеннеді           |
| 2018      | ф | Той, що біжить лабіринтом: Ліки від смерті     | Maze Runner: The Death Cure                    | Вінс                     |
| 2019      | ф | Хижаки                                         | Crawl                                          | Дейв Келлер              |
| 2019      | ф | Розфарбований птах                             | The Painted Bird                               | Мітка                    |
| 2019      | ф | Кокаїновий барон                               | Running with the Devil                         | босс                     |
| 2021      | ф | Спусковий механізм                             | Trigger Point                                  | Ніколас Шоу              |
| 2021      | ф | Не спати                                       | Awake                                          | Пастор                   |
| ?         | ф | Самотність                                     | Solitary                                       | Герш                     |

### Відеоігри
| Рік  | Назва                          | Роль         | Примітки  |
| ---- | ------------------------------ | ------------ | --------- |
| 2009 | Prototype                      | Алекс Мерсер | озвучення |
| 2009 | Call of Duty: Modern Warfare 2 | капрал Данн  | озвучення |

## Нагороди та номінації
| Рік  | Нагорода                   | Категорія                                           | Акторська робота                                | Результат |
| ---- | -------------------------- | --------------------------------------------------- | ----------------------------------------------- | --------- |
| 1999 | Спілка онлайн критиків     | Найкращий акторський склад                          | «Врятувати рядового Раяна»                      | Перемога  |
| 1999 | Премія Гільдії кіноакторів | Найкращий акторський склад в ігровому кіно          | «Врятувати рядового Раяна»                      | Номінація |
| 2000 | Премія Гільдії кіноакторів | Найкращий акторський склад в ігровому кіно          | «Зелена миля»                                   | Номінація |
| 2001 | Прайм-тайм премія «Еммі»   | Найкращий актор у мінісеріалі або фільмі            | «61»                                            | Номінація |
| 2002 | Вибір спільноти критиків   | Найкращий актор у мінісеріалі або фільмі            | «61»                                            | Номінація |
| 2002 | «Золотий глобус»           | Найкраща чоловічу роль мінісеріалу або телефільму   | «61»                                            | Номінація |
| 2004 | «Геній»                    | Найкращий гра актора у головній ролі                | «Той, що йде по снігу»                          | Номінація |
| 2004 | «Лев»                      | Найкраща чоловіча роль у драматичному фільмі        | «Той, що йде по снігу»                          | Перемога  |
| 2004 | Премія Гільдії кіноакторів | Найкраща чоловіча роль у телефільмі або мінісеріалі | «3: Історія Дейла Ернгарда»                     | Номінація |
| 2006 | «Незалежний дух»           | Найкраща чоловіча роль другого плану                | «Три похорони Мелькадаса Естрада»               | Номінація |
| 2010 | «Супутник»                 | Найкращий актор в мінісеріалі або телефільмі        | «Коли кохання недостатньо: Історія Лоїс Вілсон» | Номінація |
| 2011 | «Джеміні»                  | Найкраща чоловіча роль у телефільмі або мінісеріалі | «Родина Кенеді»                                 | Перемога  |
| 2011 | Прайм-тайм премія «Еммі»   | Найкращий актор у мінісеріалі або фільмі            | «Родина Кенеді»                                 | Перемога  |
| 2011 | «Призма»                   | Найкраща роль у мінісерілаі або фільмі              | «Коли кохання недостатньо: Історія Лоїс Вілсон» | Номінація |